# NGC 2350
NGC 2350 este o galaxie lenticulară situată în constelația Câinele Mic. A fost descoperită în 18 ianuarie 1874 de către Édouard Stephan⁠(d).